# Axel Camblan
Axel Camblan (Brest, 18 giugno 2003) è un calciatore francese, centrocampista del Brest.

## Carriera
Cresciuto nel settore giovanile del Brest, il 21 settembre 2022 ha firmato il suo primo contratto da professionista con il club francese, di durata triennale. Ha esordito in prima squadra il 9 ottobre successivo in occasione dell'incontro di Ligue 1 perso 2-1 in trasferta contro il Lorient. Il 31 gennaio 2023, dopo nove presenze complessive tra campionato e coppa, è stato ceduto in prestito al Concarneau. Ha esordito in Championnat National il 6 febbraio nella sconfitta per 3-2 contro il Le Mans.

## Statistiche

### Presenze e reti nei club
Statistiche aggiornate all'11 ottobre 2023.
| Stagione        | Squadra         | Campionato      | Campionato | Campionato | Coppe nazionali | Coppe nazionali | Coppe nazionali | Coppe continentali | Coppe continentali | Coppe continentali | Altre coppe | Altre coppe | Altre coppe | Totale | Totale |
| Stagione        | Squadra         | Comp            | Pres       | Reti       | Comp            | Pres            | Reti            | Comp               | Pres               | Reti               | Comp        | Pres        | Reti        | Pres   | Reti   |
| --------------- | --------------- | --------------- | ---------- | ---------- | --------------- | --------------- | --------------- | ------------------ | ------------------ | ------------------ | ----------- | ----------- | ----------- | ------ | ------ |
| 2021-2022       | Brest 2         | N3              | 24         | 12         |                 | -               | -               |                    | -                  | -                  |             | -           | -           | 24     | 12     |
| 2022-gen. 2023  | Brest 2         | N3              | 3          | 0          |                 | -               | -               |                    | -                  | -                  |             | -           | -           | 3      | 0      |
| Totale Brest 2  | Totale Brest 2  | Totale Brest 2  | 27         | 12         |                 | -               | -               |                    | -                  | -                  |             | -           | -           | 27     | 12     |
| 2022-gen. 2023  | Brest           | L1              | 7          | 0          | CF              | 2               | 1               |                    | -                  | -                  |             | -           | -           | 9      | 1      |
| gen.-giu. 2023  | Concarneau      | N               | 10         | 0          | CF              | -               | -               |                    | -                  | -                  |             | -           | -           | 10     | 0      |
| 2023-2024       | Brest           | L1              | 3          | 0          |                 | -               | -               |                    | -                  | -                  |             | -           | -           | 3      | 0      |
| Totale Brest    | Totale Brest    | Totale Brest    | 10         | 0          |                 | 2               | 1               |                    | -                  | -                  |             | -           | -           | 12     | 1      |
| Totale carriera | Totale carriera | Totale carriera | 47         | 12         |                 | 2               | 1               |                    | -                  | -                  |             | -           | -           | 49     | 13     |

## Palmarès

### Competizioni nazionali
- Championnat National: 1

Concarneau: 2022-2023